# Список лидеров регулярного чемпионата НБА по минутам

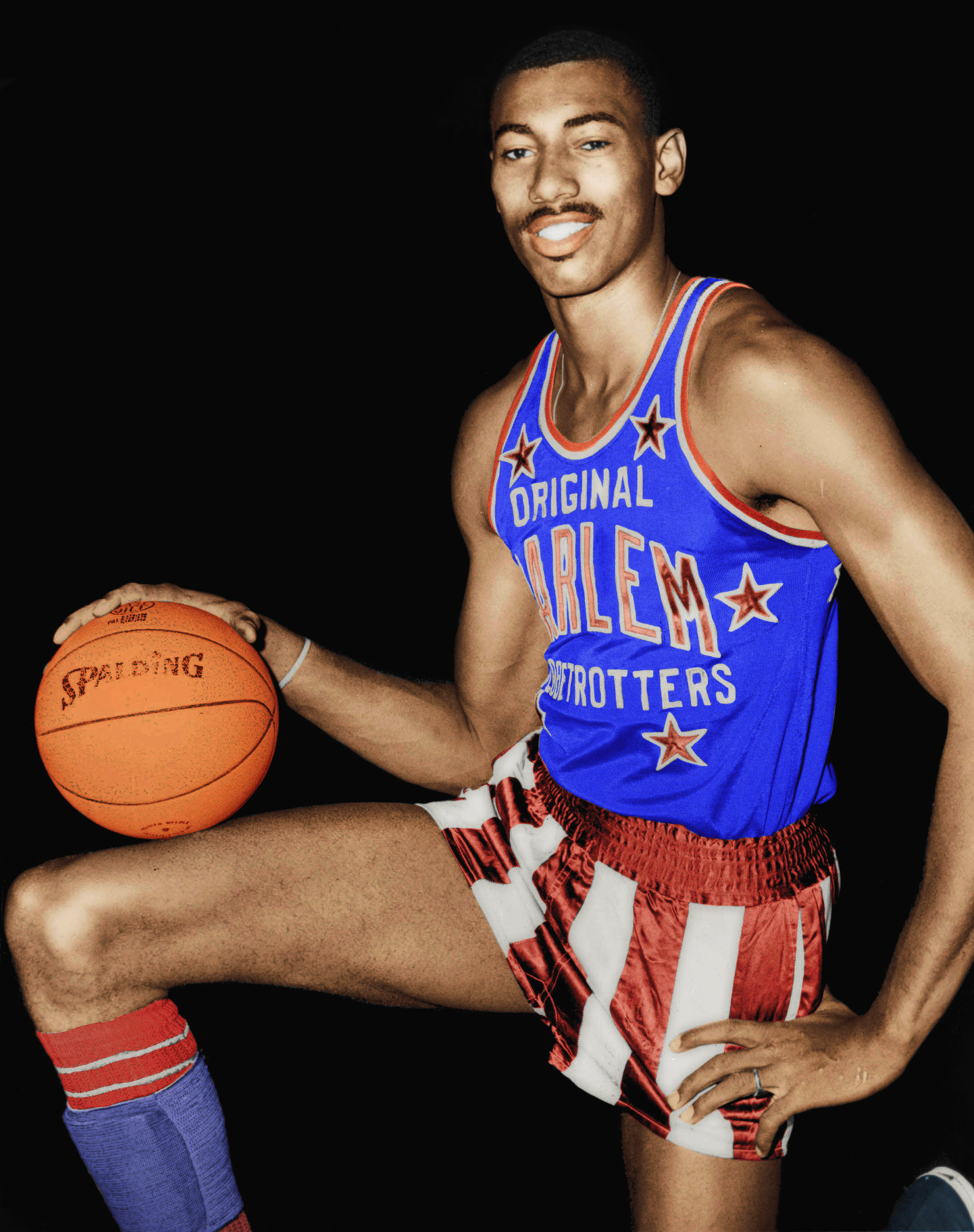
Уилт Чемберлен 9 раз становился лидером регулярного чемпионата НБА по минутам

В Национальной баскетбольной ассоциации (НБА) присуждается титул лидера регулярного чемпионата по минутам игроку, проведшему наибольшее количество времени на игровой площадке в среднем за игру в течение данного регулярного чемпионата. Количество проведённого времени на площадке в первую очередь зависит от самого игрока, то есть его игровых качеств, кондиций и пользы, которую он приносит своей команде при игре в атаке или обороне. Если всё это у игрока есть, то тренер ему доверяет и даёт ему больше игрового времени. В каждой команде есть стартовая пятёрка, в которую входят самые полезные игроки, они-то, в основном, и проводят наибольшее количество минут на паркете, впрочем это происходит далеко не всегда. В НБА лучшим игроком по минутам считается игрок с самым большим средним показателем проведённого времени на баскетбольной площадке за игру. Впервые эта номинация была введена в сезоне 1951/52 годов, когда стала вестись статистика по минутам.
Уилту Чемберлену принадлежат рекорды по общему количеству проведённого времени на игровой площадке за один сезон (3882), и по его среднему количеству за одну игру (48,52), которые он установил в сезоне 1961/62 годов. Чемберлену также принадлежит рекорд по общему количеству проведённого времени на игровой площадке за сезон и по его среднему количеству за встречу среди новичков — 3338 и 46,36 соответственно, которые он провёл в сезоне 1959/60 годов. Среди действующих игроков, Леброн Джеймс имеет самый лучший показатель по общему количеству проведённого времени на игровом паркете за сезон (3388), а также по его среднему количеству за игру (42,35).
Чаще других этот титул завоёвывал Уилт Чемберлен (9 раз). Аллен Айверсон выигрывал это звание 7 раз. Майкл Финли и Леброн Джеймс становились лидерами регулярного чемпионата по минутам три раза и ещё 14 баскетболистов — по два раза. Чемберлену принадлежит рекорд по количеству завоёванных титулов кряду (5). Четыре игрока завоёвывали титул лидера чемпионата по минутам и в том же году становились чемпионами НБА: Джек Джордж в 1956 году с «Филадельфия Уорриорз», Билл Расселл в 1959 году с «Бостон Селтикс», Уилт Чемберлен в 1967 году с «Филадельфия-76» ну и Норм Никсон в 1980 году с «Лос-Анджелес Лейкерс». Действующим обладателем титула является форвард «Нью-Йорк Никс» Джош Харт.

## Легенда к списку
| Поз.    | Ф       | З        | Ц         | Прим.      |
| Позиция | Форвард | Защитник | Центровой | Примечания |

| ^         | Отмечены игроки, выступающие в НБА по сей день |
| *         | Избраны в Зал славы баскетбола                 |
| Игрок (X) | Количество титулов                             |

## Лидеры регулярного чемпионата НБА по минутам
| Сезон   | Игрок               | Фото | Поз. | Команда                        | Игр сыграно | Всего минут | Минут за игру | Прим.           |
| ------- | ------------------- | ---- | ---- | ------------------------------ | ----------- | ----------- | ------------- | --------------- |
| 1951/52 | Пол Аризин*         |      | Ф    | Филадельфия Уорриорз           | 66          | 2939        | 44,53         | [ 2 ] [ 3 ]     |
| 1952/53 | Нил Джонстон*       |      | Ц    | Филадельфия Уорриорз           | 70          | 3166        | 45,23         | [ 4 ] [ 5 ]     |
| 1953/54 | Нил Джонстон* (2)   |      | Ц    | Филадельфия Уорриорз           | 72          | 3296        | 45,78         | [ 4 ] [ 5 ]     |
| 1954/55 | Пол Аризин* (2)     |      | Ф    | Филадельфия Уорриорз           | 72          | 2953        | 41,01         | [ 2 ] [ 3 ]     |
| 1955/56 | Джек Джордж         |      | З    | Филадельфия Уорриорз           | 72          | 2840        | 39,44         | [ 6 ] [ 7 ]     |
| 1956/57 | Дольф Шейес*        |      | Ф/Ц  | Сиракьюс Нэшнлз                | 72          | 2851        | 39,60         | [ 8 ] [ 9 ]     |
| 1957/58 | Дольф Шейес* (2)    |      | Ф/Ц  | Сиракьюс Нэшнлз                | 72          | 2918        | 40,53         | [ 8 ] [ 9 ]     |
| 1958/59 | Билл Расселл*       |      | Ц    | Бостон Селтикс                 | 70          | 2979        | 42,56         | [ 10 ] [ 11 ]   |
| 1959/60 | Уилт Чемберлен*     |      | Ц    | Филадельфия Уорриорз           | 72          | 3338        | 46,36         | [ 14 ] [ 15 ]   |
| 1960/61 | Уилт Чемберлен* (2) |      | Ц    | Филадельфия Уорриорз           | 79          | 3773        | 47,76         | [ 14 ] [ 15 ]   |
| 1961/62 | Уилт Чемберлен* (3) |      | Ц    | Филадельфия Уорриорз           | 80          | 3882        | 48,52         | [ 14 ] [ 15 ]   |
| 1962/63 | Уилт Чемберлен* (4) |      | Ц    | Сан-Франциско Уорриорз         | 80          | 3806        | 47,58         | [ 14 ] [ 15 ]   |
| 1963/64 | Уилт Чемберлен* (5) |      | Ц    | Сан-Франциско Уорриорз         | 80          | 3689        | 46,11         | [ 14 ] [ 15 ]   |
| 1964/65 | Оскар Робертсон*    |      | З    | Цинциннати Роялз               | 75          | 3421        | 45,61         | [ 16 ] [ 17 ]   |
| 1965/66 | Уилт Чемберлен* (6) |      | Ц    | Филадельфия-76                 | 79          | 3737        | 47,30         | [ 14 ] [ 15 ]   |
| 1966/67 | Уилт Чемберлен* (7) |      | Ц    | Филадельфия-76                 | 81          | 3682        | 45,46         | [ 14 ] [ 15 ]   |
| 1967/68 | Уилт Чемберлен* (8) |      | Ц    | Филадельфия-76                 | 82          | 3836        | 46,78         | [ 14 ] [ 15 ]   |
| 1968/69 | Уилт Чемберлен* (9) |      | Ц    | Филадельфия-76                 | 81          | 3669        | 45,30         | [ 14 ] [ 15 ]   |
| 1969/70 | Элвин Хейз*         |      | Ф/Ц  | Сан-Диего Клипперс             | 82          | 3665        | 44,70         | [ 19 ] [ 20 ]   |
| 1970/71 | Джон Хавличек*      |      | Ф/З  | Бостон Селтикс                 | 81          | 3678        | 45,41         | [ 24 ] [ 25 ]   |
| 1971/72 | Джон Хавличек* (2)  |      | Ф/З  | Бостон Селтикс                 | 82          | 3698        | 45,10         | [ 24 ] [ 25 ]   |
| 1972/73 | Нейт Арчибальд*     |      | З    | Канзас-Сити-Омаха Кингз        | 80          | 3621        | 46,01         | [ 26 ] [ 27 ]   |
| 1973/74 | Элвин Хейз* (2)     |      | Ф/Ц  | Кэпитал Буллетс                | 82          | 3602        | 44,47         | [ 19 ] [ 20 ]   |
| 1974/75 | Боб Макаду*         |      | Ц/Ф  | Баффало Брейвз                 | 82          | 3539        | 43,16         | [ 28 ] [ 29 ]   |
| 1975/76 | Боб Макаду* (2)     |      | Ц/Ф  | Баффало Брейвз                 | 78          | 3328        | 42,67         | [ 28 ] [ 29 ]   |
| 1976/77 | Пит Маравич*        |      | З    | Нью-Орлеан Джаз                | 73          | 3041        | 41,66         | [ 33 ] [ 34 ]   |
| 1977/78 | Трак Робинсон       |      | Ф    | Нью-Орлеан Джаз                | 82          | 3638        | 44,37         | [ 45 ] [ 46 ]   |
| 1978/79 | Мозес Мэлоун*       |      | Ц    | Хьюстон Рокетс                 | 82          | 3390        | 41,34         | [ 47 ] [ 48 ]   |
| 1979/80 | Норм Никсон         |      | З    | Лос-Анджелес Лейкерс           | 82          | 3226        | 39,34         | [ 49 ] [ 50 ]   |
| 1980/81 | Эдриан Дэнтли*      |      | З/Ф  | Юта Джаз                       | 80          | 3417        | 42,71         | [ 51 ] [ 52 ]   |
| 1981/82 | Мозес Мэлоун* (2)   |      | Ц    | Хьюстон Рокетс                 | 81          | 3398        | 41,95         | [ 47 ] [ 48 ]   |
| 1982/83 | Келли Трипучка      |      | З    | Детройт Пистонс                | 58          | 2252        | 38,83         | [ 55 ] [ 56 ]   |
| 1983/84 | Джефф Руленд        |      | Ц    | Вашингтон Буллетс              | 75          | 3082        | 41,09         | [ 58 ] [ 59 ]   |
| 1984/85 | Ларри Бёрд*         |      | Ф    | Бостон Селтикс                 | 80          | 3161        | 39,51         | [ 62 ] [ 63 ]   |
| 1985/86 | Морис Чикс*         |      | З    | Филадельфия-76                 | 82          | 3270        | 39,88         | [ 67 ] [ 68 ]   |
| 1986/87 | Ларри Бёрд* (2)     |      | Ф    | Бостон Селтикс                 | 74          | 3005        | 40,61         | [ 62 ] [ 63 ]   |
| 1987/88 | Майкл Джордан*      |      | З/Ф  | Чикаго Буллз                   | 82          | 3311        | 40,38         | [ 69 ] [ 70 ]   |
| 1988/89 | Майкл Джордан* (2)  |      | З/Ф  | Чикаго Буллз                   | 81          | 3255        | 40,19         | [ 69 ] [ 70 ]   |
| 1989/90 | Родни Маккрей       |      | Ф    | Сакраменто Кингз               | 82          | 3238        | 39,49         | [ 74 ] [ 75 ]   |
| 1990/91 | Крис Маллин*        |      | Ф/З  | Голден Стэйт Уорриорз          | 82          | 3315        | 40,43         | [ 76 ] [ 77 ]   |
| 1991/92 | Крис Маллин* (2)    |      | Ф/З  | Голден Стэйт Уорриорз          | 81          | 3346        | 41,31         | [ 76 ] [ 77 ]   |
| 1992/93 | Ларри Джонсон       |      | Ф/З  | Шарлотт Хорнетс                | 82          | 3323        | 40,52         | [ 78 ] [ 79 ]   |
| 1993/94 | Лэтрелл Спрюэлл     |      | З/Ф  | Голден Стэйт Уорриорз          | 82          | 3533        | 43,09         | [ 80 ] [ 81 ]   |
| 1994/95 | Вин Бейкер          |      | Ф/Ц  | Милуоки Бакс                   | 82          | 3361        | 40,99         | [ 82 ] [ 83 ]   |
| 1995/96 | Энтони Мейсон       |      | Ф    | Нью-Йорк Никс                  | 82          | 3457        | 42,16         | [ 84 ] [ 85 ]   |
| 1996/97 | Энтони Мейсон (2)   |      | Ф    | Шарлотт Хорнетс                | 73          | 3143        | 43,05         | [ 84 ] [ 85 ]   |
| 1997/98 | Майкл Финли         |      | Ф/З  | Даллас Маверикс                | 82          | 3394        | 41,39         | [ 89 ] [ 90 ]   |
| 1998/99 | Аллен Айверсон*     |      | З    | Филадельфия-76                 | 48          | 1990        | 41,46         | [ 92 ] [ 93 ]   |
| 1999/00 | Майкл Финли (2)     |      | Ф/З  | Даллас Маверикс                | 82          | 3464        | 42,24         | [ 89 ] [ 90 ]   |
| 2000/01 | Майкл Финли (3)     |      | Ф/З  | Даллас Маверикс                | 82          | 3443        | 41,99         | [ 89 ] [ 90 ]   |
| 2001/02 | Аллен Айверсон* (2) |      | З    | Филадельфия-76                 | 60          | 2622        | 43,70         | [ 92 ] [ 93 ]   |
| 2002/03 | Аллен Айверсон* (3) |      | З    | Филадельфия-76                 | 82          | 3485        | 42,50         | [ 92 ] [ 93 ]   |
| 2003/04 | Аллен Айверсон* (4) |      | З    | Филадельфия-76                 | 48          | 2040        | 42,50         | [ 92 ] [ 93 ]   |
| 2004/05 | Леброн Джеймс^      |      | Ф    | Кливленд Кавальерс             | 80          | 3388        | 42,35         | [ 112 ] [ 113 ] |
| 2005/06 | Аллен Айверсон* (5) |      | З    | Филадельфия-76                 | 72          | 3103        | 43,10         | [ 92 ] [ 93 ]   |
| 2006/07 | Аллен Айверсон* (6) |      | З    | Филадельфия-76/ Денвер Наггетс | 65          | 2761        | 42,48         | [ 92 ] [ 93 ]   |
| 2007/08 | Аллен Айверсон* (7) |      | З    | Денвер Наггетс                 | 82          | 3424        | 41,76         | [ 92 ] [ 93 ]   |
| 2008/09 | Андре Игудала       |      | З/Ф  | Филадельфия-76                 | 82          | 3269        | 39,87         | [ 118 ] [ 119 ] |
| 2009/10 | Монта Эллис         |      | З    | Голден Стэйт Уорриорз          | 64          | 2647        | 41,36         | [ 122 ] [ 123 ] |
| 2010/11 | Монта Эллис (2)     |      | З    | Голден Стэйт Уорриорз          | 80          | 3227        | 40,34         | [ 122 ] [ 123 ] |
| 2011/12 | Луол Денг           |      | Ф    | Чикаго Буллз                   | 54          | 2129        | 39,43         | [ 130 ] [ 131 ] |
| 2012/13 | Луол Денг (2)       |      | Ф    | Чикаго Буллз                   | 75          | 2903        | 38,71         | [ 130 ] [ 131 ] |
| 2013/14 | Кармело Энтони      |      | Ф    | Нью-Йорк Никс                  | 77          | 2982        | 38,73         | [ 140 ] [ 141 ] |
| 2014/15 | Джимми Батлер^      |      | З/Ф  | Чикаго Буллз                   | 65          | 2513        | 38,66         | [ 142 ] [ 143 ] |
| 2015/16 | Джеймс Харден^      |      | З    | Хьюстон Рокетс                 | 82          | 3125        | 38,11         | [ 145 ] [ 146 ] |
| 2016/17 | Леброн Джеймс^ (2)  |      | Ф    | Кливленд Кавальерс             | 74          | 2794        | 37,76         | [ 112 ] [ 113 ] |
| 2017/18 | Леброн Джеймс^ (3)  |      | Ф    | Кливленд Кавальерс             | 82          | 3026        | 36,90         | [ 112 ] [ 113 ] |
| 2018/19 | Брэдли Бил^         |      | З    | Вашингтон Уизардс              | 82          | 3028        | 36,93         | [ 153 ] [ 154 ] |
| 2019/20 | Дамиан Лиллард^     |      | З    | Портленд Трэйл Блэйзерс        | 66          | 2474        | 37,48         | [ 162 ] [ 163 ] |
| 2020/21 | Джулиус Рэндл^      |      | Ф    | Нью-Йорк Никс                  | 71          | 2667        | 37,56         | [ 164 ] [ 165 ] |
| 2021/22 | Паскаль Сиакам^     |      | Ф    | Торонто Рэпторс                | 68          | 2578        | 37,91         | [ 177 ] [ 178 ] |
| 2022/23 | Паскаль Сиакам^ (2) |      | Ф    | Торонто Рэпторс                | 71          | 2652        | 37,35         | [ 177 ] [ 178 ] |
| 2023/24 | Демар Дерозан^      |      | Ф    | Чикаго Буллз                   | 79          | 2989        | 37,84         | [ 170 ] [ 171 ] |
| 2024/25 | Джош Харт^          |      | Ф/З  | Нью-Йорк Никс                  | 77          | 2897        | 37,62         | [ 187 ] [ 188 ] |

## Комментарии
1. ↑  Максимальное количество времени, которое можно провести на площадке в НБА за одну игру — 48 минут, однако Чемберлен практически не покидал площадку в этом сезоне, только в одной игре он отыграл 40 минут, а также провёл десять овертаймов, отсюда и взялись лишние 0,52 минуты[1].
2. ↑  Количество проведённых минут на площадке в среднем за игру, округляется до сотых.
3. ↑  В этом сезоне Джин Шу также провёл на площадке 3338 минут[12][13], но сыграл на три игры больше, чем Уилт Чемберлен[14][15], поэтому по среднему показателю за игру первый немного отстал от последнего (44,51 против 46,36).
4. ↑  В этом сезоне Билл Расселл провёл на площадке 3466 минут[10][11], но сыграл на три игры больше, чем Оскар Робертсон (3421)[16][17] и на пять игр больше, чем Уилт Чемберлен (3301)[14][15], поэтому по среднему показателю за игру первый немного отстал от последних (44,44 против 45,61 и 45,22 соответственно). Робертсон занял второе место среди лидеров по общему количеству времени, проведённому на площадке[18].
5. ↑  В этом сезоне Элвин Хейз провёл на площадке 3695 минут[19][20], но сыграл на одну игру больше, чем Уилт Чемберлен[14][15], поэтому по среднему показателю за игру первый немного отстал от последнего (45,06 против 45,30). Правда по среднему показателю за игру на втором месте оказался Нейт Термонд (45,18)[21][22], который сыграл на десять игр меньше Чемберлена и провёл на площадке 3208 минут. Чемберлен занял второе место среди лидеров по общему количеству времени, проведённому на площадке[23].
6. ↑  В этом сезоне Карим Абдул-Джаббар провёл на площадке 3379 минут[30][31], но сыграл на три игры больше, чем Боб Макаду[28][29], поэтому по среднему показателю за игру первый немного отстал от последнего (41,21 против 42,67). Макаду занял второе место среди лидеров по общему количеству времени, проведённому на площадке[32].
7. ↑  В этом сезоне Пит Маравич провёл на площадке 3041 минуту, заняв в общей сложности всего лишь седьмое место по общему количеству проведённого времени на площадке[33][34], но по среднему показателю за игру оказался первым (41,66). Больше него времени на площадке провели: Элвин Хейз (3364 (82) — 41,02)[19][20], Джо Джо Уайт (3333 (82) — 40,65)[35][36], Руди Томьянович (3130 (81) — 38,64)[37][38], Билли Найт (3117 (78) — 39,96)[39][40], Норм Ван Лир (3097 (82) — 37,77)[41][42] и Рэнди Смит (3094 (82) — 37,73)[43][44].
8. ↑  В этом сезоне Айзея Томас провёл на площадке 3093 минуты[53][54], но сыграл на 23 игры больше, чем Келли Трипучка[55][56], поэтому по среднему показателю за игру первый немного отстал от последнего (38,19 против 38,83). Сам Трипучка даже не попал в первую десятку лидеров по общему количеству времени, проведённому на площадке[57].
9. ↑  В этом сезоне Бак Уильямс провёл на площадке 3182 минуты[60][61], но сыграл на две игры больше, чем Ларри Бёрд[62][63] и на четыре игры больше, чем Пёрвис Шорт[64][65], поэтому по среднему показателю за игру первый немного отстал от последних (38,80 против 39,51 и 39,50 соответственно). Сам Бёрд занял второе место среди лидеров по общему количеству времени, проведённому на площадке[66].
10. ↑  В этом сезоне Майкл Джордан провёл на площадке 3281 минуту[69][70], но сыграл на 14 игр больше, чем Ларри Бёрд[62][63] и на четыре игры больше, чем Чарльз Баркли[71][72], поэтому по среднему показателю за игру первый немного отстал от последних (40,01 против 40,61 и 40,29 соответственно). Сам Бёрд даже не попал в первую десятку лидеров по общему количеству времени, проведённому на площадке[73].
11. ↑  В этом сезоне Глен Райс провёл на площадке 3362 минуты[86][87], но сыграл на шесть игр больше, чем Энтони Мейсон[84][85], поэтому по среднему показателю за игру первый немного отстал от последнего (42,56 против 43,05). Сам Мейсон даже не попал в первую десятку лидеров по общему количеству времени, проведённому на площадке[88].
12. ↑  Этот сезон был сокращён до 50-ти игр из-за состоявшегося локаута[91].
13. ↑  В этом сезоне Аллен Айверсон провёл на площадке 1990 минут, заняв в общей сложности всего лишь шестое место по общему количеству проведённого времени на площадке[92][93], но по среднему показателю за игру оказался первым (41,46). Больше него времени на площадке провели: Джейсон Кидд (2060 (50) — 41,20)[94][95], Майкл Финли (2051 (50) — 41,02)[89][90], Шариф Абдур-Рахим (2021 (50) — 40,42)[96][97], Скотти Пиппен (2011 (50) — 40,22)[98][99] и Гэри Пэйтон (2008 (50) — 40,16)[100][101].
14. ↑  В этом сезоне Антуан Уокер провёл на площадке 3406 минут[102][103], но сыграл на 21 игру больше, чем Аллен Айверсон[92][93], поэтому по среднему показателю за игру первый немного отстал от последнего (42,05 против 43,70). Правда по среднему показателю за игру на втором месте оказался Каттино Мобли (42,11)[104][105], который сыграл на 14 игр больше Айверсона и провёл на площадке 3116 минут. Сам Айверсон даже не попал в первую десятку лидеров по общему количеству времени, проведённому на площадке[106].
15. ↑  В этом сезоне Джо Джонсон провёл на площадке 3331 минуту[107][108], но сыграл на 34 игры больше, чем Аллен Айверсон[92][93], поэтому по среднему показателю за игру первый немного отстал от последнего (40,62 против 42,50). Правда по среднему показателю за игру на втором месте оказался Шон Мэрион (40,72)[109][110], который сыграл на 31 игру больше Айверсона и провёл на площадке 3217 минут. Сам Айверсон даже не попал в первую десятку лидеров по общему количеству времени, проведённому на площадке[111].
16. ↑  В этом сезоне Гилберт Аренас провёл на площадке 3384 минуты[114][115], но сыграл на восемь игр больше, чем Аллен Айверсон[92][93], поэтому по среднему показателю за игру первый немного отстал от последнего (42,30 против 43,10). Правда по среднему показателю за игру на втором месте оказался Леброн Джеймс (42,54)[112][113], который сыграл на семь игр больше Айверсона и провёл на площадке 3361 минуту. Сам Айверсон даже не попал в первую десятку лидеров по общему количеству времени, проведённому на площадке[116].
17. ↑  В этом сезоне Леброн Джеймс провёл на площадке 3190 минут[112][113], но сыграл на 13 игр больше, чем Аллен Айверсон[92][93], поэтому по среднему показателю за игру первый немного отстал от последнего (40,90 против 42,48). Правда по среднему показателю за игру на втором месте оказался Джо Джонсон (41,39)[107][108], который сыграл на восемь игр меньше Айверсона и провёл на площадке 2359 минут. Сам Айверсон даже не попал в первую десятку лидеров по общему количеству времени, проведённому на площадке[117].
18. ↑  В этом сезоне Кевин Дюрант провёл на площадке 3239 минут[120][121], но сыграл на 18 игр больше, чем Монта Эллис[122][123], поэтому по среднему показателю за игру первый немного отстал от последнего (39,50 против 41,36). Правда по среднему показателю за игру Дюрант оказался только на четвёртом месте, пропустив вперёд себя ещё Джеральда Уоллеса (41,04 — 3119 (76))[124][125] и Руди Гэя (39,69 — 3175 (80))[126][127]. Сам Эллис даже не попал в первую десятку лидеров по общему количеству времени, проведённому на площадке[128].
19. ↑  Этот сезон был сокращён до 66-ти игр из-за состоявшегося локаута[129].
20. ↑  В этом сезоне Кевин Дюрант провёл на площадке 2546 минут[120][121], но сыграл на 12 игр больше, чем Луол Денг[130][131], поэтому по среднему показателю за игру первый немного отстал от последнего (38,58 против 39,43). Правда по среднему показателю за игру на втором месте оказался Кевин Лав (39,00)[132][133], который сыграл на одну игру больше Денга и провёл на площадке 2145 минут. Сам Денг даже не попал в первую десятку лидеров по общему количеству времени, проведённому на площадке[134].
21. ↑  В этом сезоне Дамиан Лиллард провёл на площадке 3167 минут[135][136], но сыграл на семь игр больше, чем Луол Денг[130][131], поэтому по среднему показателю за игру первый немного отстал от последнего (38,62 против 38,71). Правда по среднему показателю за игру на втором месте оказался Коби Брайант (38,63)[137][138], который сыграл на три игры больше Денга и провёл на площадке 3013 минут. Сам Денг даже не попал в первую десятку лидеров по общему количеству времени, проведённому на площадке[139].
22. ↑  В этом сезоне Кевин Дюрант провёл на площадке 3122 минуты[120][121], но сыграл на четыре игры больше, чем Кармело Энтони[140][141], поэтому по среднему показателю за игру первый немного отстал от последнего (38,54 против 38,73). Правда по среднему показателю за игру на втором месте оказался Джимми Батлер (38,67)[142][143], который сыграл на десять игр меньше Энтони и провёл на площадке 2591 минуту[144].
23. ↑  В этом сезоне Джеймс Харден и Эндрю Уиггинс провели на площадке 2981[145][146] и 2969 минут соответственно[147][148], но сыграли намного игр больше, чем Джимми Батлер, поэтому по среднему показателю за игру первые двое немного отстали от последнего (36,80 и 36,21 против 38,66). Сам Батлер даже не попал в первую десятку лидеров по общему количеству времени, проведённому на площадке[149].
24. ↑  В этом сезоне Эндрю Уиггинс и Карл-Энтони Таунс провели на площадке 3048[147][148] и 3030 минут соответственно[150][151], но сыграли на восемь игр больше, чем Леброн Джеймс, поэтому по среднему показателю за игру первые двое немного отстали от последнего (37,17 и 36,95 против 37,76). Джеймс занял всего лишь десятое место среди лидеров по общему количеству времени, проведённому на площадке[152].
25. ↑  В этом сезоне Си Джей Макколлум, Девин Букер, Джеймс Харден и Харрисон Барнс провели на площадке 2556[155][156], 2512[157][158], 2483[145][146] и 2482 минуты соответственно[159][160], но сыграли немного игр больше, чем Дамиан Лиллард, поэтому по среднему показателю за игру немного отстали от последнего (36,51, 35,89, 36,51 и 34,47 против 37,48)[161].
26. ↑  В этом сезоне Микал Бриджес, Майлз Бриджес, Демар Дерозан, Джейсон Тейтум и Саддик Бей провели на площадке 2854[166][167], 2837[168][169], 2743[170][171], 2731[172][173] и 2704 минуты соответственно[174][175], но сыграли намного больше игр, чем Паскаль Сиакам, поэтому по среднему показателю за игру намного отстали от последнего (34,80, 35,46, 36,09, 35,93 и 32,98 против 37,91). Сам Сиакам даже не попал в первую десятку лидеров по общему количеству времени, проведённому на площадке[176].
27. ↑  В этом сезоне Микал Бриджес, Энтони Эдвардс, Зак Лавин, Никола Вучевич и Джулиус Рэндл провели на площадке 2963[166][167], 2842[179][180], 2768[181][182], 2746[183][184] и 2737 минут соответственно[164][165], но сыграли намного больше игр, чем Паскаль Сиакам, поэтому по среднему показателю за игру намного отстали от последнего (35,70, 35,97, 35,95, 33,49 и 35,55 против 37,35). Сам Сиакам даже не попал в первую десятку лидеров по общему количеству времени, проведённому на площадке[185].
28. ↑  В этом сезоне Микал Бриджес провёл на площадке 3036[166][167], но сыграл на 5 игр больше, чем Джош Харт, поэтому по среднему показателю за игру немного отстал от последнего (37,02 против 37,62)[186].